# Конари (Вонґровецький повіт)
Конари (пол. Konary) — село в Польщі, у гміні Ґоланьч Вонґровецького повіту Великопольського воєводства.
Населення — 112 осіб (2011).
У 1975-1998 роках село належало до Пільського воєводства.

## Демографія
Демографічна структура станом на 31 березня 2011 року:
|          | Загалом | Допрацездатний вік | Працездатний вік | Постпрацездатний вік |
| -------- | ------- | ------------------ | ---------------- | -------------------- |
| Чоловіки | 62      | 10                 | 44               | 8                    |
| Жінки    | 50      | 9                  | 26               | 15                   |
| Разом    | 112     | 19                 | 70               | 23                   |